# 호세 바티스타
호세 안토니오 바티스타(José Antonio Bautista, 표준어: 호세 바우티스타, 1980년 10월 19일 ~ )는 도미니카 공화국의 전직 야구 선수로 주로 우익수를 담당했지만 3루수도 맡기도 했으며 2020년 하계 올림픽 동메달리스트이기도 하다. 또한 2번의 월드 베이스볼 클래식(2009년, 2017년)에 참가한 이력도 가지고 있으며 현재는 미국 USL 챔피언십의 라스베이거스 라이츠의 소유주를 맡고 있다.
2010년 토론토 블루제이스 한 시즌 최다 홈런 신기록인 54개를 기록하며, MLB에서 50홈런 이상을 친 26인 중에 한 사람이 되었다. 그 시즌 그는 아메리칸 리그뿐만 아니라, 메이저 리그 통합 홈런왕이 되었다. 2011년에도 43홈런을 기록해 2년 연속으로 아메리칸 리그뿐만 아니라, 메이저 리그 통합 홈런왕을 차지했다.

## 메이저 리그 경력
2000년 신인 드래프트에서 피츠버그 파이리츠의 20라운드 지명을 받아 입단하지만, 2003년 룰5 드래프트를 통해 볼티모어 오리올스로 이적한다. 2004년 4월 4일 메이저 리그 데뷔 경기를 갖지만, 몇달 뒤 웨이버로 공시되고 탬파베이 데빌 레이스로 이적한다. 템파베이에서 캔자스시티 로열스, 뉴욕 메츠를 거쳐 다시 피츠버그 파이어리츠로 트레이드되는데, 한 시즌에 무려 5개의 소속팀을 가지게 된 것은 메이저 리그 역사상 최초의 일이다.

## 수상 경력
- 홈런왕 2회 : 2010년, 2011년
- 행크아론상 2회 : 2010년, 2011년
- 실버슬러거 2회 : 2010년, 2011년
- 메이저 리그 올스타전 선출 6회 : 2010년 ~ 2015년
- 아메리칸 리그 이 달의 선수 5회 : 2010년 7월, 8월, 2011년 4월, 5월, 2012년 6월

## 연도별 타격 성적
| 연 도      | 소 속         | 경 기 | 타 석 | 타 수 | 득 점 | 안 타 | 2 루 타 | 3 루 타 | 홈 런 | 루 타 | 타 점 | 도 루 | 도 루 자 | 희 생 번 | 희 생 플 | 볼 넷 | 고 4 | 사 구 | 삼 진 | 병 살 타 | 타 율 | 출 루 율 | 장 타 율 | O P S |
| ---------- | ------------- | ----- | ----- | ----- | ----- | ----- | ------- | ------- | ----- | ----- | ----- | ----- | -------- | -------- | -------- | ----- | ---- | ----- | ----- | -------- | ----- | -------- | -------- | ----- |
| 2004년     | BAL/TB/KC/PIT | 64    | 96    | 88    | 6     | 18    | 3       | 0       | 0     | 21    | 2     | 0     | 1        | 1        | 0        | 7     | 0    | 0     | 40    | 1        | .205  | .263     | .239     | .502  |
| 2005년     | PIT           | 11    | 31    | 28    | 3     | 4     | 1       | 0       | 0     | 5     | 1     | 1     | 0        | 0        | 0        | 3     | 0    | 0     | 7     | 2        | .143  | .226     | .179     | .404  |
| 2006년     | PIT           | 117   | 469   | 400   | 58    | 94    | 20      | 3       | 16    | 168   | 51    | 2     | 4        | 3        | 4        | 46    | 2    | 16    | 110   | 12       | .235  | .335     | .420     | .755  |
| 2007년     | PIT           | 142   | 614   | 532   | 75    | 135   | 36      | 2       | 15    | 220   | 63    | 6     | 3        | 4        | 6        | 68    | 1    | 4     | 101   | 16       | .254  | .339     | .414     | .753  |
| 2008년     | PIT/TOR       | 128   | 424   | 370   | 45    | 88    | 17      | 0       | 15    | 150   | 54    | 1     | 1        | 8        | 4        | 40    | 5    | 2     | 91    | 12       | .239  | .313     | .405     | .718  |
| 2009년     | TOR           | 113   | 406   | 336   | 54    | 79    | 13      | 3       | 13    | 137   | 40    | 4     | 0        | 6        | 2        | 56    | 1    | 4     | 85    | 9        | .235  | .349     | .408     | .757  |
| 2010년     | TOR           | 161   | 683   | 569   | 109   | 148   | 35      | 3       | 54    | 351   | 124   | 9     | 2        | 0        | 4        | 100   | 2    | 10    | 116   | 10       | .260  | .378     | .617     | .995  |
| 2011년     | TOR           | 149   | 655   | 513   | 105   | 155   | 24      | 2       | 43    | 312   | 103   | 9     | 5        | 0        | 4        | 132   | 24   | 6     | 111   | 8        | .302  | .447     | .608     | 1.056 |
| 2012년     | TOR           | 92    | 399   | 332   | 64    | 80    | 14      | 0       | 27    | 175   | 65    | 5     | 2        | 0        | 4        | 59    | 2    | 4     | 63    | 11       | .241  | .358     | .527     | .886  |
| 2013년     | TOR           | 118   | 528   | 452   | 82    | 117   | 24      | 0       | 28    | 225   | 73    | 7     | 2        | 0        | 4        | 69    | 2    | 3     | 84    | 13       | .259  | .358     | .498     | .856  |
| 2014년     | TOR           | 155   | 673   | 553   | 101   | 158   | 27      | 0       | 35    | 290   | 103   | 6     | 2        | 1        | 6        | 104   | 11   | 9     | 96    | 18       | .286  | .403     | .524     | .928  |
| 2015년     | TOR           | 153   | 666   | 543   | 108   | 136   | 29      | 3       | 40    | 291   | 114   | 8     | 2        | 0        | 8        | 110   | 2    | 5     | 106   | 19       | .250  | .377     | .536     | .913  |
| 통산：12년 | 통산：12년    | 1403  | 5642  | 4716  | 810   | 1212  | 243     | 16      | 286   | 2345  | 793   | 58    | 24       | 23       | 46       | 794   | 52   | 63    | 1010  | 131      | .257  | .368     | .497     | .865  |

- 2015시즌 종료 기준
- 각년도의 굵은 글씨는 리그 최고

## 같이 보기
- 올림픽 야구 메달리스트 목록

## 참조
1. ↑  “Jose Bautista Statistics and History” (영어). baseballreference. 2016년 2월 4일에 확인함.